# Nieuwediepsterpolder
De Nieuwediepsterpolder is een voormalig waterschap in de provincie Groningen.
Het schap lag ten oosten van Oude Pekela. De noordoostgrens lag op de Veendijk (de grens tussen de gemeentes Pekela en Bellingwedde), de zuidoostgrens lag op de Barkelazwet (eveneens gemeentegrens), de zuidwestgrens lag op de Fockenswijk (300 m westelijk van de Wedderweg) en de noordwestgrens lag langs het Pekelderdiep. Door het gebied liep de Bokswijk, die de polder in twee delen knipte, die met elkaar verbonden waren door een onderleider. De molen sloeg uit op deze wijk. 
In 1921 werd het Bronsveen, dat lager lag dan de rest van het waterschap afgescheiden. Voor dit gedeelte werd een nieuw waterschap opgericht, het Bronsveen.
Waterstaatkundig gezien ligt het gebied sinds 2000 binnen dat van het waterschap Hunze en Aa's.